# نك كامن
نك كامن (بالإنجليزية: Ivor Neville Kamen)‏ هو كاتب أغاني وعارض ومغني بريطاني، ولد في 15 أبريل 1962 في هارلو في المملكة المتحدة. توفي في 4 مايو 2021 لإصابته بالسرطان. من أهم أغانيه "Each Time You Break My Heart" من عام 1986 و "I Promised Myself" من عام 1990.

## وصلات خارجية
- نك كامن على موقع IMDb (الإنجليزية)
- نك كامن على موقع ميوزك برينز (الإنجليزية)
- نك كامن على موقع أول ميوزيك (الإنجليزية)
- نك كامن على موقع ديسكوغز (الإنجليزية)